# Le Bal martiniquais
Le Bal martiniquais, op. 249, est une œuvre pour deux pianos de Darius Milhaud composée en 1944.

## Présentation
Écrit « dans l'enthousiasme de la libération de Paris », relève Paul Collaer, Le Bal martiniquais est composé à Mills College fin 1944,.
L'œuvre, pour deux pianos, est créée en avril 1945 à la Radio de Bruxelles.

## Structure
Le Bal martiniquais, d'une durée moyenne d'exécution de sept minutes seize environ, est constitué de deux mouvements, :
1. Chanson créole, de structure ABABA, « A étant un doux thème Modéré, initialement d'inflexion modale, qui s'installe finalement dans un fa majeur clair, et est interrompu deux fois par une danse, au rythme double, Vif[5] » ;
2. Biguine, à « l'écriture pour clavier très virtuose et distinctive[5] », qui « constitue, structurellement, un corpus de mélodies de danse, dans un style de calypso, toujours reliées entre elles avec une harmonie piquante—une nouvelle idée de refrain entêtant ne passe qu'une seule fois, balayée par une clameur irrésistible, lorsque les mélodies principales reviennent clore l'œuvre joyeusement, dans un étincelant sol majeur[5] ».

La partition est publiée par Belwin-Mills (après Leeds et M.C.A.). Dans le catalogue des œuvres de Darius Milhaud, Le Bal martiniquais porte le numéro d'opus 249,.
Il existe une orchestration de la pièce par l'auteur, op. 249b, réalisée en 1945 et créée par l'Orchestre philharmonique de New York sous la direction du compositeur le 6 décembre 1945.

## Discographie sélective
- Milhaud: Music for two pianists – Stephen Coombs (en) et Artur Pizarro (pianos) – Hyperion CDA 67014, 1998.